# Umberto Benedetto
Umberto Benedetto (Patti, Sicília, 11 de setembre de 1915 - Florència, 11 de març de 2003) fou un locutor i directiu radiofònic italià.

## Biografia
Nascut a Sicília fill d'un inspector escolar, de ben jove va marxar a Florència, on es va graduar en jurisprudència i filosofia a la seva universitat
Apassionat del teatre, ja el 1942 va representar Le serve al forno de Jacopo Angelo Nelli per la companyia del Teatre Nacional del Guf de Florència de Via Laura, i dirigeix Reputazione, novetat, un acte d'Augusta Gregory, succeint Giorgio Venturini i el 1944 entra a Radio Firenze, seu regional de l'Ente Italiano per le Audizioni Radiofoniche, des d'on començarà la seva activitat com a director. Va ser un dels primers que va tractar el Teatre Experimental de Florència, establint-se posteriorment com a redactor de ràdio i televisió dirigint la Compagnia di Prosa di Firenze, on va passar del radiodrama a la revista, del romanç a la lírica, principalment sota la bandera de la Rai. Gran admirador de Leonardo Sciascia, va presentar a la ràdio pràcticament totes les seves obres principals. Després de la seva tasca més apreciada, La porta chiusa de Marco Praga, Frammenti d'Eugene O'Neill, Le sorelle Materassi d'Aldo Palazzeschi, Resurrezione de Tolstoj, Il sistema Ribadier de Georges Feydeau.
L'11 l'abril del 1953 va emetre el primer episodi del programa de ràdio regional Il grillo canterino del que en fou guionista i director, transmès fins al 1970. Fou guardonat amb un dels Premis Ondas 1971, aleshores un reconeixement internacional per a la radiodifusió. Es calcula que va produir més de 6.500 direccions, incloses representacions visuals i treballs per a la radiodifusió. Els actors que després assumirien papers de fama en el panorama teatral italià li deuen la seva valorització; Gino Cervi, Emma Gramatica, Giorgio Albertazzi, Salvo Randone, Arnoldo Foà, Walter Maestosi, Giorgio Piamonti, Nando Gazzolo, Antonio Maria Magro van ser alguns dels protagonistes de les nombroses obres dirigides per Benedetto, que també va ser director del Piccolo Teatro de la ciutat de Florència. Entre els interessos que ha conreat hi ha la cuina i el futbol de manera significativa: de fet va ser membre de l'Acadèmia Italiana de la Cuina i assessor de la Fiorentina. Gradualment, des dels anys noranta, ha mantingut els seus compromisos a la Rai fins al 1995. L'última direcció va ser Il giorno della civetta de Leonardo Sciascia protagonitzada per Turi Ferro i Antonio Maria Magro, el febrer del mateix any.
Entre els nombrosos premis que va rebre hi havia el Microfono d'Argento i el Premi de l'Oient per a la direcció de ràdio. Va ser president del jurat del Premi Vallecorsi pel teatre, a Pistoia. A Florència, a la façana del Palazzo delle Cento Finestre, que va allotjar la seu de la Rai a la ciutat del 1944 al 1967, s'hi col·loca una placa "en memòria d'Umberto Benedetto Pioner de l'art de la ràdio, mestre insuperable del drama de ràdiodrama i director teatral i líric".
El 1978 va participar com a actor en la pel·lícula Eutanasia di un amore fent el paper d'oncle de bon cor.

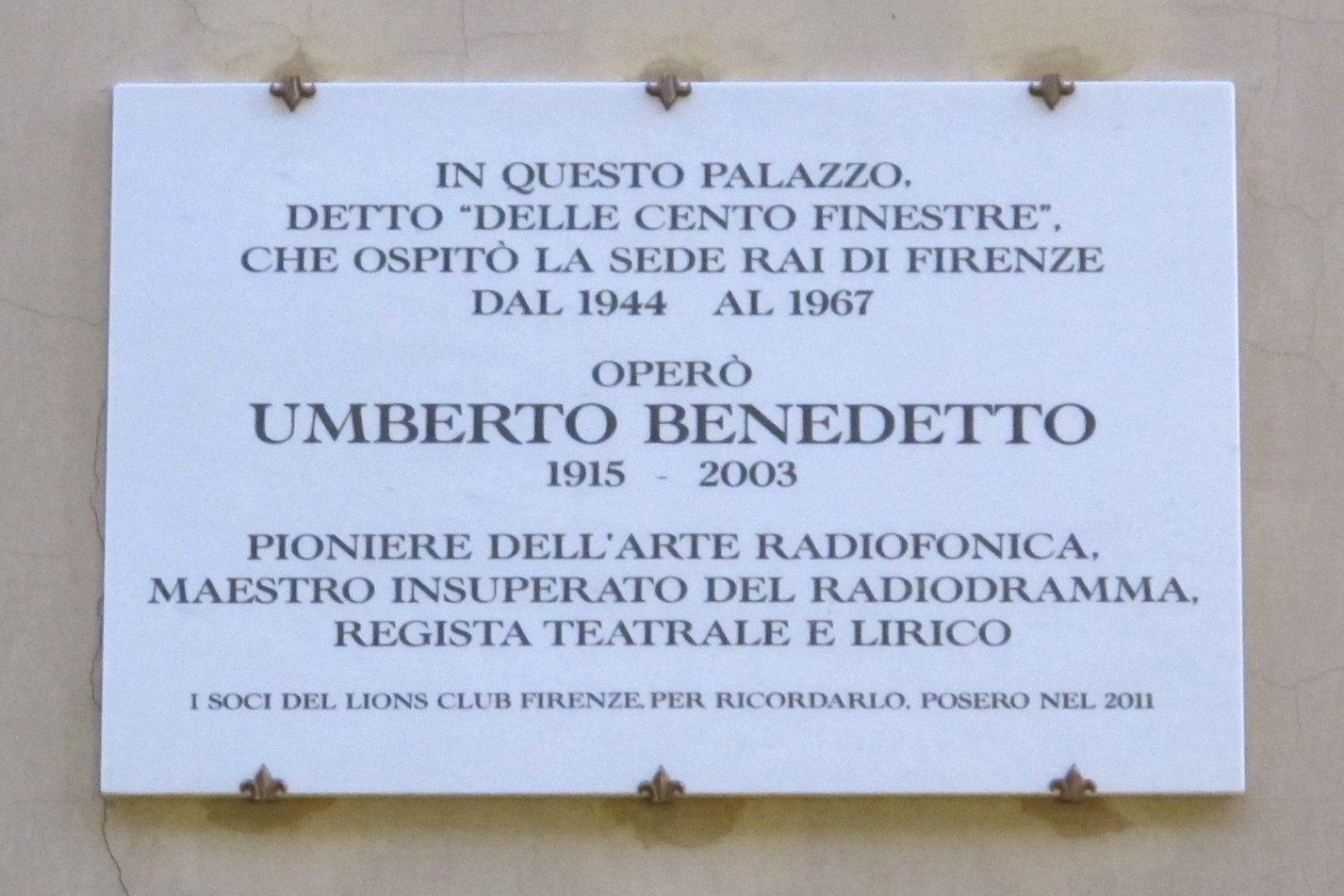
Placa commemorativa al palazzo delle Cento Finestre a Florència

Va morir a Florència l'11 de març de 2003. El 2003 el Lions Club de Florència li va donar el seu nom al Premi Música i Teatre.

## Prosa radiofònica a la RAI
- L'orologio a cucù d'Alberto Donnini, transmesa el 25 febrer 1951.
- Parole sui vetri della finestra de William Butler Yeats, transmesa el 2 d'abril 1952.
- La torre sul pollaio de Vittorio Calvino, transmesa el 4 desembre 1956.
- Il giorno della civetta de Leonardo Sciascia (dramatitzada per Giancarlo Sbragia), transmesa el 24 gener 1967.
- Buon viaggio, Paolo de Gaspare Cataldo, transmesa el 2 agost 1967.
- La donna vestita di bianco de Wilkie Collins, transmesa el 22 setembre 1969.